# Torsiunea de hidatida Morgagni
 Torsiunea apendicelui testicular este rasucirea acestuia.Mai este numita ca si Hidatida Morgagni
Tosiunea apendicelui testicular necesita interventia chirurgicala pentru a indeparta acel cheag de sange format prin rasucire
Hidatida Morgagni se face in special la testiculul stang.